# Dmitri Pojarski

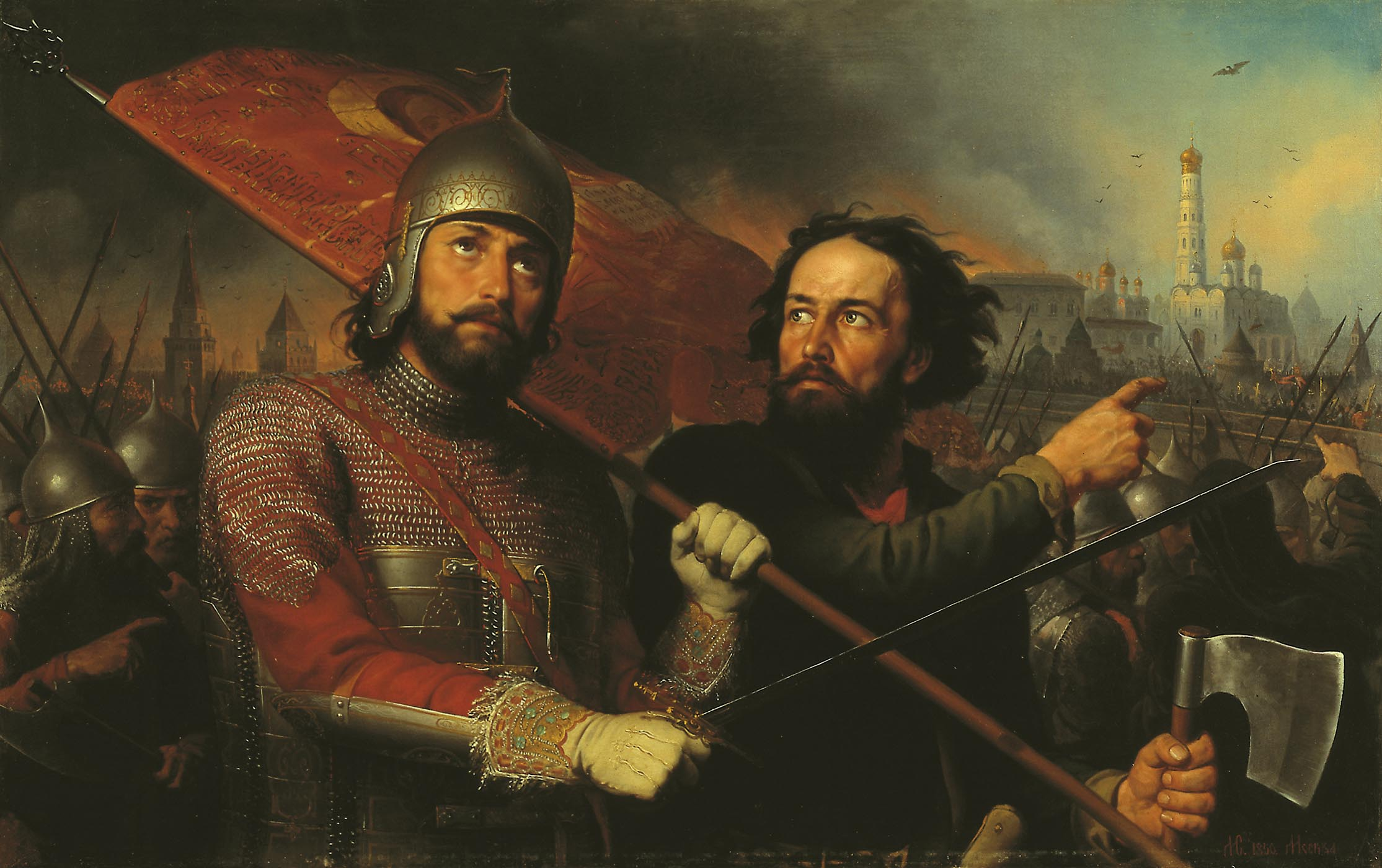
Dmitri Pojarski (esquerra) al costat de Kuzmà Minin (dreta) en una pintura del de Mikhaïl Scotti.

Dmitri Mikhàilovitx Pojarski (en rus Дмитрий Михайлович Пожарский) (17 d'octubre de 1578 - 30 d'abril de 1642) fou un príncep de la dinastia ruríkida que encapçalà la lluita per la independència contra la invasió poloneso-lituana durant el Període Tumultuós. Obtingué de Miquel I de Rússia el títol de 'Salvador de la Pàtria'.

## Inicis
Pojarski descendia d'una dinastia de prínceps sobirans que governaren la ciutat de Starodub-na-Kliazme prop de Súzdal. En un moment del segle XV el seu patrimoni familiar es cremà, i per això la família rebé el nom de Pojarski (de pojar, que significa 'incendi' en rus). És interessant remarcar que la mare de Dmitri venia de la família Beklemíxev, com la mare de Mikhaïl Kutúzov, a qui se li acredita la salvació de Rússia precisament dos segles després, contra la Grande Armée de Napoleó.
La família mai no fou particularment prominent, i la vida de Dmitri no està documentada fins que prengué part en el Zemski Sobor que escollí Borís Godunov per al tron de Rússia el 1598. Quatre anys després hi ha testimoni que era un stólnik. Quan el Període Tumultuós esclatà, després de la mort de Godunov, estigué present en la defensa de Kolomna (1608) i ajudà Vassili IV durant el setge de Moscou de 1609. Més endavant, el mateix any, derrotà els cosacs d'Ivan Bolótnikov al riu Pekhorka. El 1610 Pojarski estava al comandament de la defensa de Zaraisk contra les forces de Demetri II el Fals.

## Lluita per la independència
En aquell temps, la indignació popular contra els abusos dels agressors polonesos havia crescut. Després que Prokopi Liapunov organitzés el Primer Exèrcit de Voluntaris del Poble a Riazan, Pojarski s'uní a la causa dels rebels. Tingué un paper prominent en la primera revolta de Moscou, però fou ferit el 19 de març de 1611 mentre defensava casa seva a la plaça Lubianka i fou transportat pels seus companys a la Laura de la Santíssima Trinitat i Sant Sergi perquè s'hi guarís.
La tardor de 1611, quan Pojarski es recuperava a la seva casa de Puretski, prop de Súzdal, fou visitat per una delegació de burgesos que li oferiren el comandament del Segon Exèrcit de Voluntaris del Poble, que s'estava reunint a Nijni Nóvgorod. El príncep acceptà, a condició que li assistís Kuzmà Minin, un representant dels mercaders de Nijni Nóvgorod.

### Batalla de Moscou

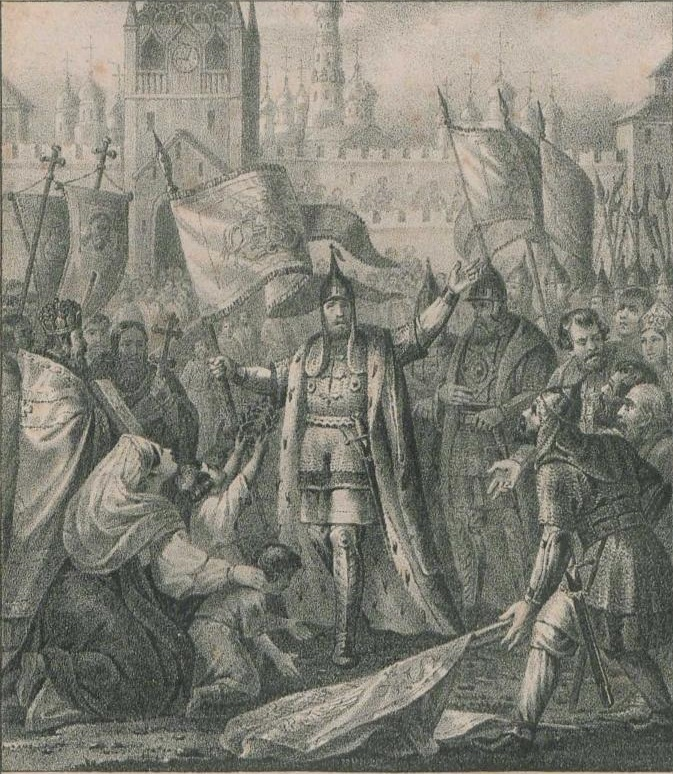
Soldats polonesos es rendeixen al príncep Pojarski. Il·lustració de Boris Txorikov.

Tot i que el cos de voluntaris tenia com a objectiu fer fora els invasors polonesos i lituans de Moscou, Pojarski es dirigí primer a Iaroslavl. Aquí hi visqueren durant sis mesos, vacil·lant fins que s'esvaí l'oportunitat d'un atac ràpid. Home devot, Pojarski resà fervorosament a una de les icones russes més religioses, la Mare de Déu de Kazan, abans d'avançar cap a Moscou. Àdhuc aleshores avançà lentament i tímida, celebrant cerimònies religioses a Rostov i fent homenatges a tombes ancestrals a Súzdal, per la qual cosa trigà diversos mesos a arribar a la Laura de la Trinitat, on les autoritats li suplicaren sense efecte que accelerés el progrés del seu contingent.
Finalment, el 18 d'agost de 1612, l'Exèrcit de Voluntaris acampà a cinc verstes de Moscou, en el moment en què el hetman Chodkiewicz arribava amb provisions per a la guarnició polonesa del kremlin. L'endemà, Pojarski avançà cap a la porta d'Arbat i dos dies després es topà amb el regiment de Chodkiewicz en una batalla que durà quatre dies. El resultat victoriós fou degut en part a les decisives acciones de l'assistent de Pojarski, el príncep Dmitri Trubetskoi, que capturà les provisions que s'havien portat per als polonesos aquarterats al kremlin. Com a resultat, els polonesos començaren a passar gana i hagueren de rendir-se a Pojarski i Trubetskoi a l'octubre.

### Després de la guerra
Pojarski i Trubetskoi presidiren el govern de Moscou durant mig any, fins que el Zemski Sobor del 21 de febrer de 1613 escollí nou tsar Miquel I de Rússia (primer tsar de la dinastia Romànov), essent nomenat Pojarski boiar i Trubetskoi essent honrat fins i tot més. El Període Tumultuós havia acabat, però hi havia encara problemes menors que no podien haver estat solucionats. El 1615 Pojarski combaté la Lisowczycy i tres anys després s'enfrontà a les tropes de Ladislau IV, atès que el conservador sistema del méstnitxestvo li impedí d'exercir el comandament suprem a cap d'aquests enfrontaments. Governà Nóvgorod entre el 1628 i el 1630, i fortificà Moscou davant d'un esperat atac dels tàtars de Crimea el 1637. L'últim paper militar de Pojarski fou durant la Guerra de Smolensk, on fou relegat a responsabilitats secundàries.
Tan aviat com la pau fou restaurada, Pojarski rebé càrrecs en l'administració de Moscou. Entre d'altres posicions, dirigí el prikaz de transport el 1619, el prikaz de policia entre el 1621 i el 1628, i el prikaz de justícia el 1637 i entre el 1640 i el 1642. Fou convocat pel tsar per discutir amb els ambaixadors anglesos el 1617 i amb els polonesos el 1635. En reconeixement dels seus serveis, se li atorgaren grans hisendes prop de Moscou, on feu construir diverses esglésies, que vistes en retrospectiva, suposen uns monuments a la seva pròpia victòria contra els polonesos i els lituans durant una extremada crisi en la història de l'estat rus. Encara hi ha a Medvédkovo una d'aquestes esglésies. Una altra construcció important patrocinada per Pojarski és la Catedral de Kazan de Moscou, prop de la Plaça Roja al nord-est, per on entrà l'exèrcit de Pojarski el 1612.

## Llegat
La família de Pojarski s'extingí el 1672, quan morí la seva neta, que s'havia casat amb el príncep Iuri Dolgorúkov, el més famós comandant rus d'aquells temps. El dia que Pojarski i Minin entraren al Kremlin de Moscou com a alliberadors fou declarat festa nacional el 2005, el Dia de la Unitat Popular.

## Galeria d'imatges

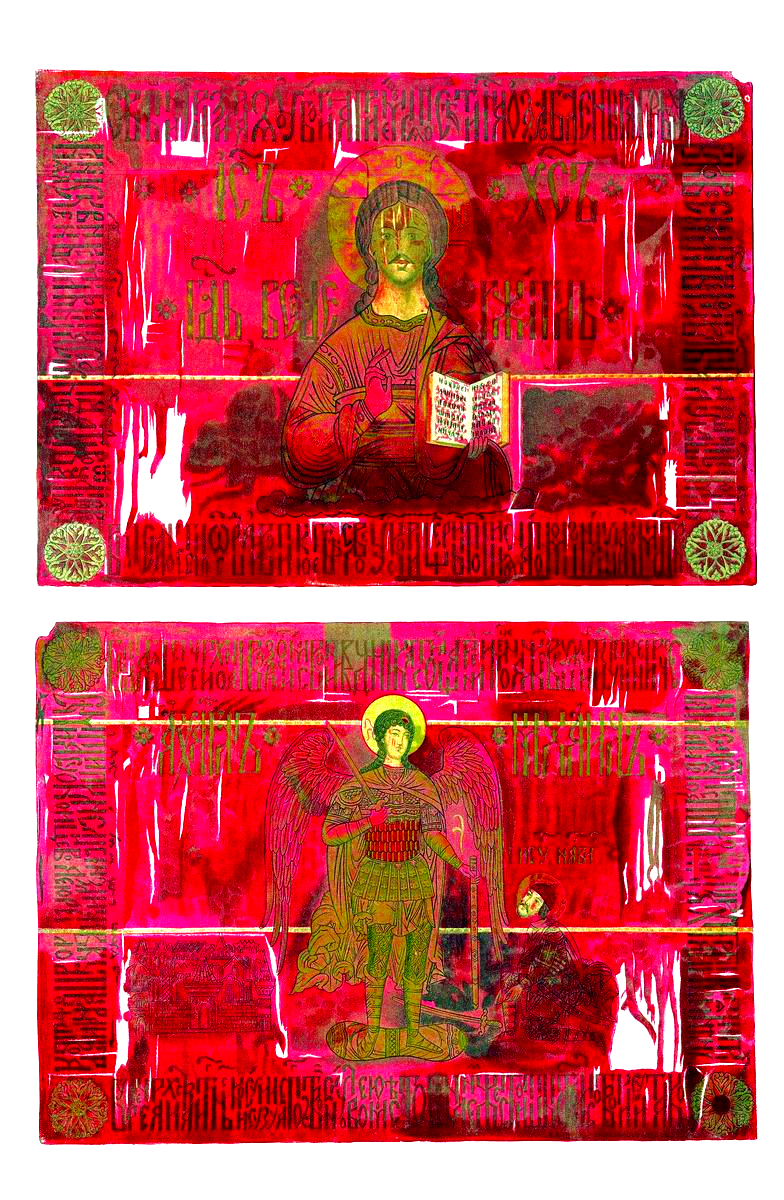
La bandera de batalla de Dmitri Pojarski representa les icones de Jesucrist i de l'Arcàngel Miquel
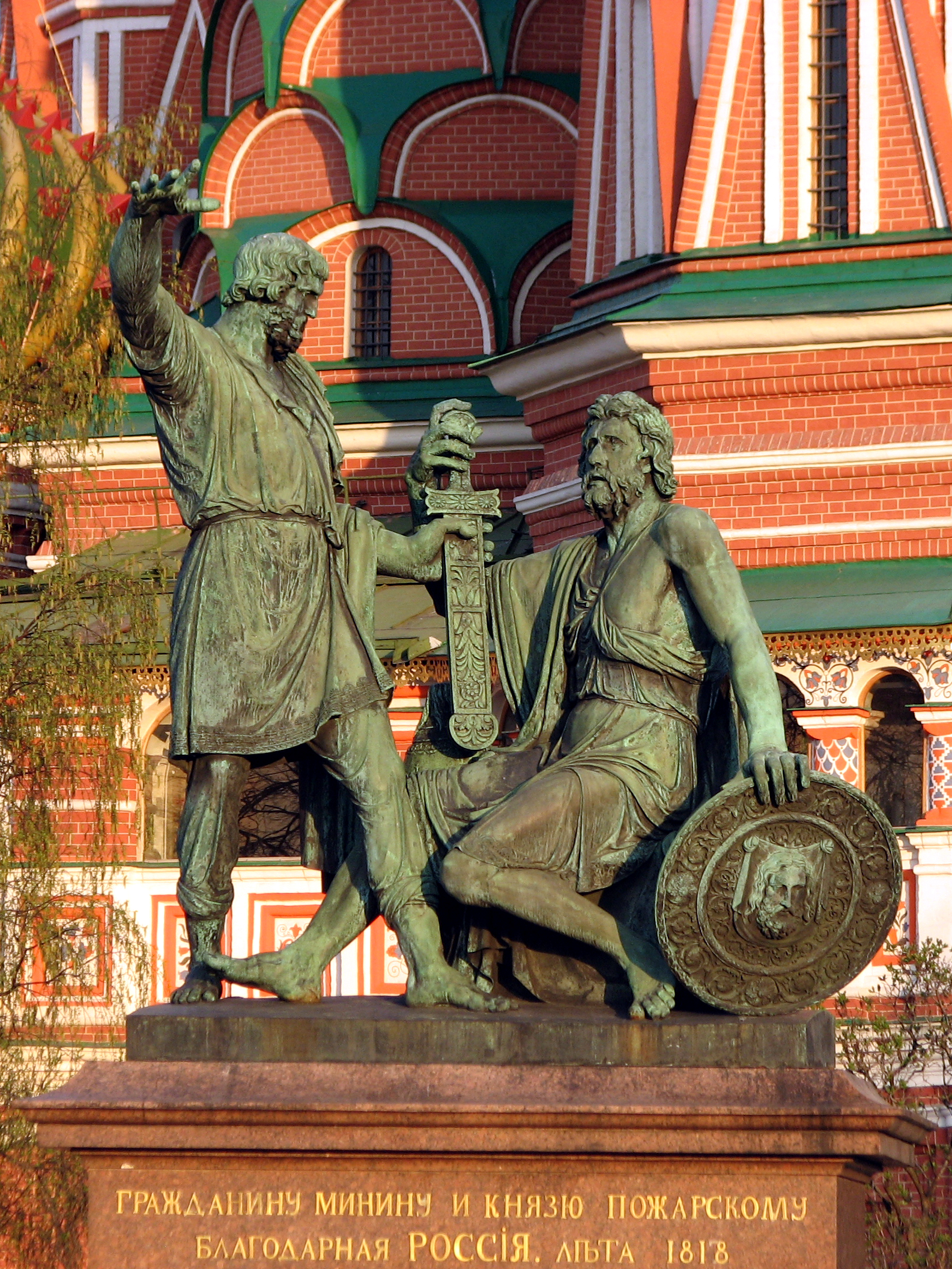
Monument a Minin i Pojarski (1804-1816) davant la Catedral de Sant Basili
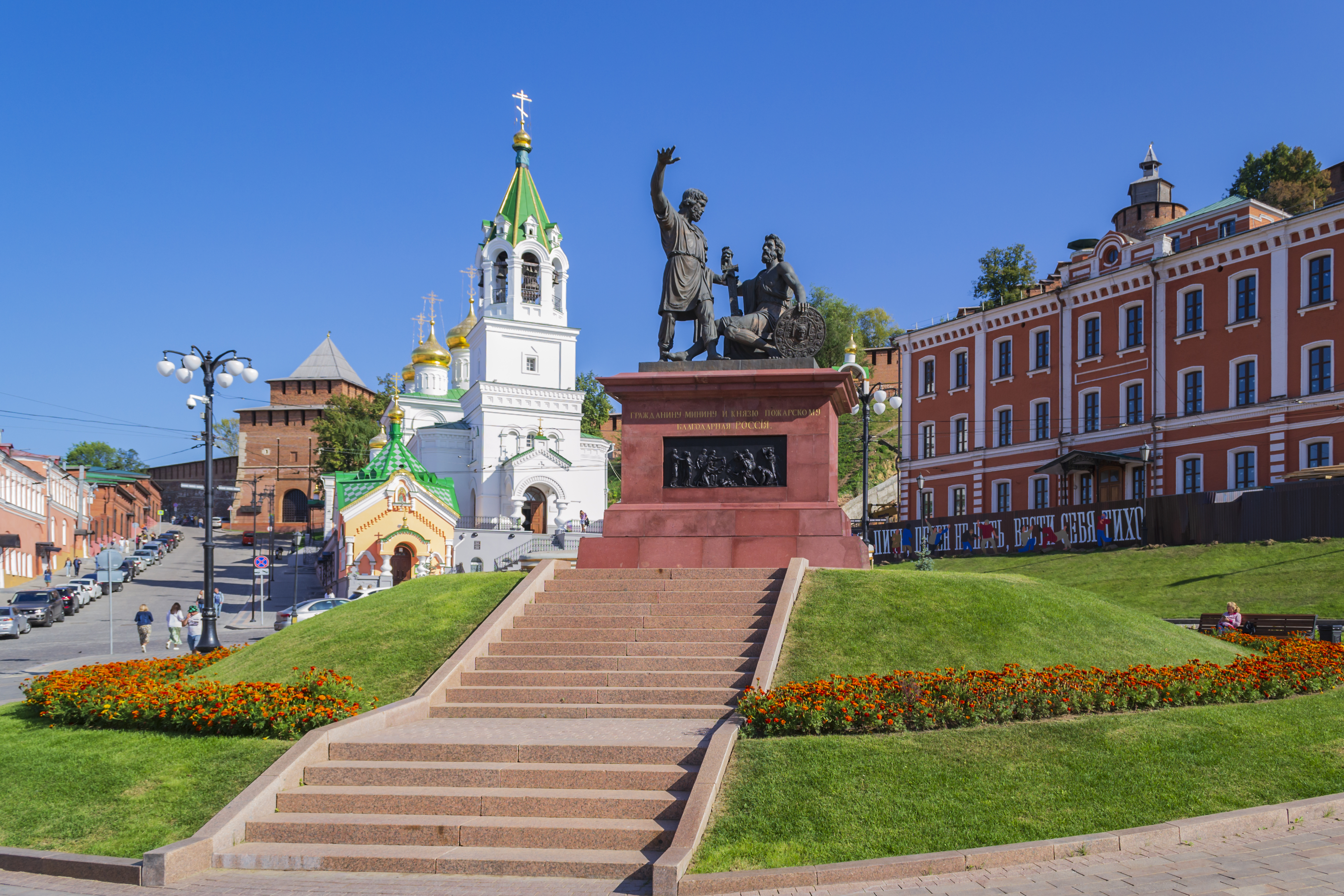
Rèplica del monument en Nijni Nóvgorod
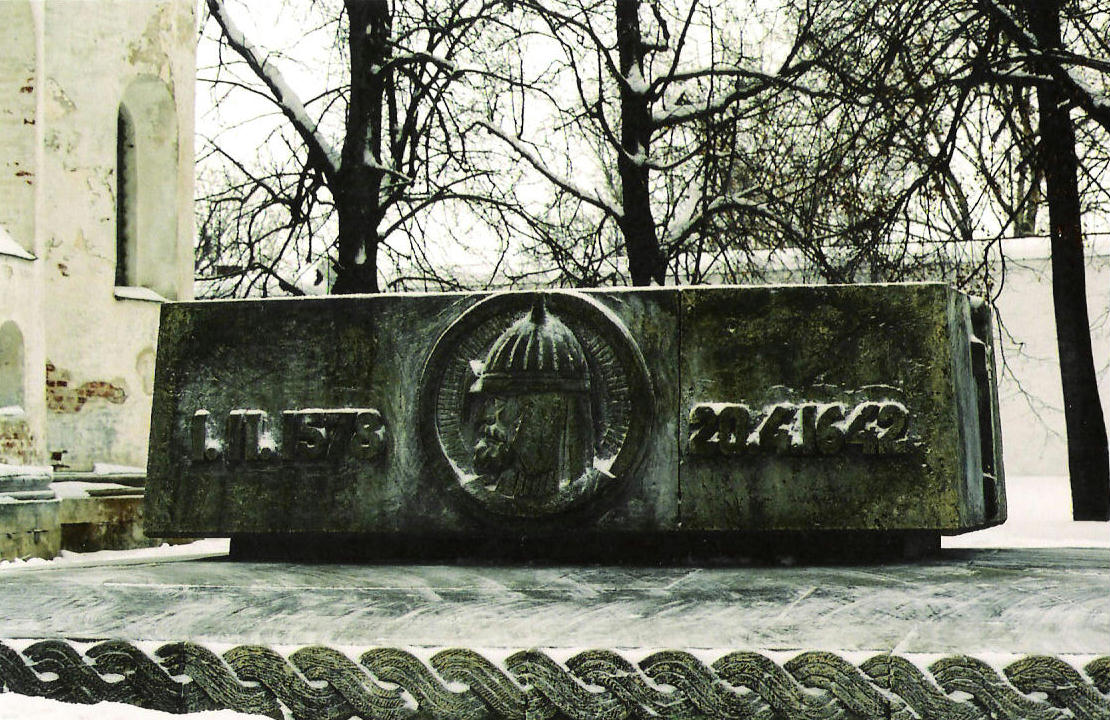
Monument a Súzdal
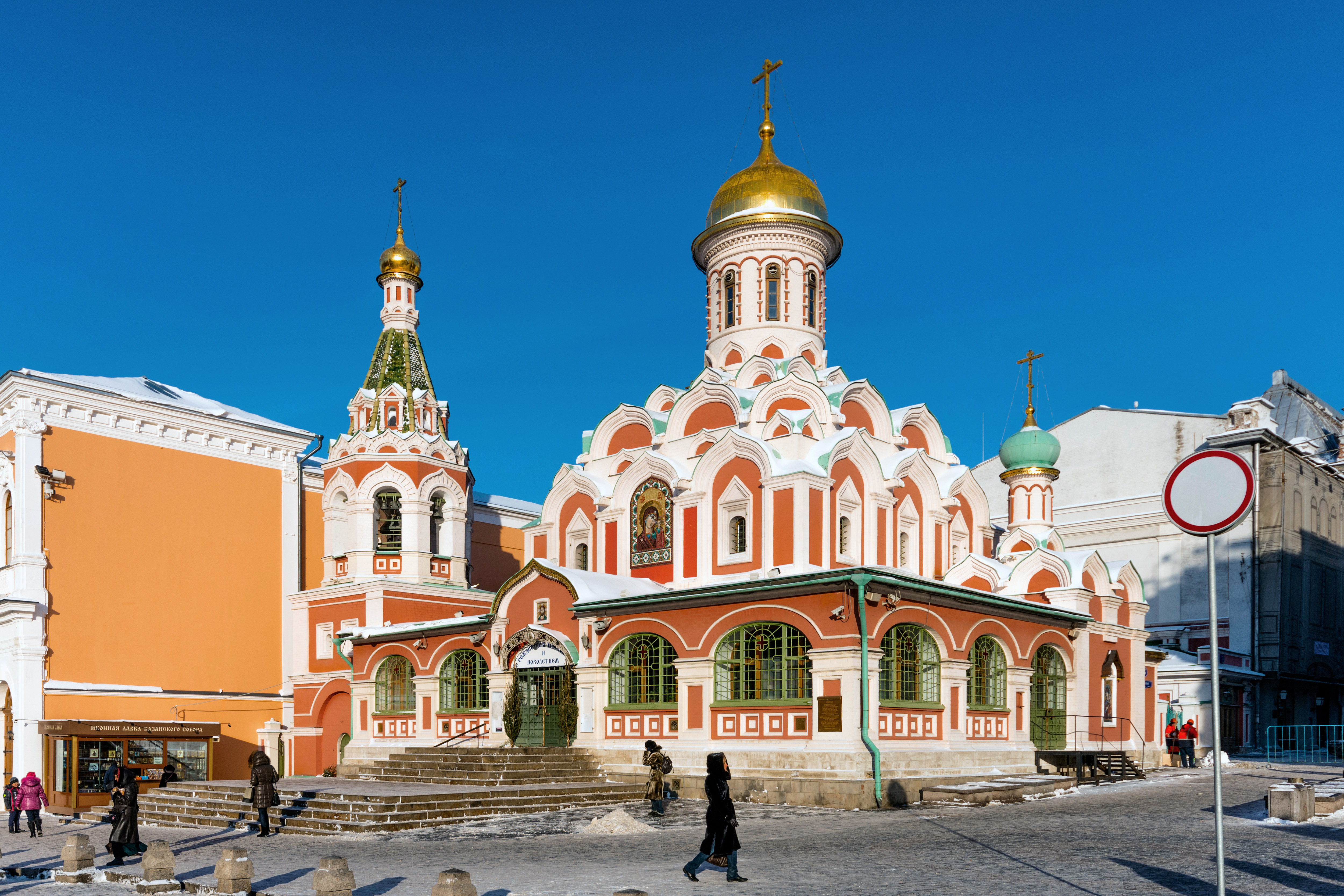
Catedral de Kazan de Moscou, patrocinada pel príncep Pojarski